# Kumove, Rozdolne
Kumove (în ucraineană Кумове) este un sat în comuna Botanicine din raionul Rozdolne, Republica Autonomă Crimeea, Ucraina.

## Demografie
Componența lingvistică a localității Kumove
     Rusă (57,49%)
     Ucraineană (32,31%)
     Tătară crimeeană (9,48%)
     Alte limbi (0,27%)
Conform recensământului din 2001, majoritatea populației localității Kumove era vorbitoare de rusă (57,49%), existând în minoritate și vorbitori de ucraineană (32,31%) și tătară crimeeană (9,48%).